# Listă de plante medicinale - Z

A - Ă - Â - B - C - D - E - F - G - H - I - Î - J - K - L - M - N - O - P - Q - R - S - Ș - T - Ț - U - V - X - Y - Z
| Plantă   | Denumire latină  | Proprietăți vindecătoare |
| -------- | ---------------- | ------------------------ |
| Zămoșiță | Hibiscus trionum |                          |
| Zmeur    | Rubus idaeus     |                          |